# 肖建国 (刑法学家)
肖建国（1957年—），男，汉族，河南伊川人。中华人民共和国政治人物，一级关务监督，第十一届全国人民代表大会北京地区代表。

## 生平
1982年获得西南政法大学法学学士。后来在华东政法学院从事教学科研工作。
在职毕业于北京大学。2008年，当选为全国人大代表。2010年4月担任上海海关学院院长。